# 戦闘城塞マスラヲ
『戦闘城塞マスラヲ』（せんとうじょうさいマスラヲ）は、林トモアキによる日本のライトノベル。同作者のライトノベル『お・り・が・み』の続編にあたる。イラストは上田夢人が担当している。角川スニーカー文庫（角川書店）より、2006年10月から2009年1月にかけて全5冊が刊行された。
「天界クロニクル」の一作で、ストーリー上の時系列順に、『ばいおれんす☆まじかる!』、『お・り・が・み』、『戦闘城塞マスラヲ』、『レイセン』、『ヒマワリ：unUtopial World』、『ミスマルカ興国物語』は、世界観を共有している。本作は『お・り・が・み』の五年後が舞台となっている。2016年7月時点で「天界クロニクル」シリーズの累計部数は160万部を突破している。
メディアミックスとして、浅井蓮次＋によるコミカライズが「ヤングエース」（角川書店刊）にて、2009年Vol.1から2011年5月号まで連載された。
2023年には、TROYCAとグラフィニカによるアニメーションPVが公開された。

## ストーリー
世界を律する権利をかけた武闘大会で、無職で引きこもりの青年が神器の聖魔杯と、頂点となる聖魔王の座を狙って戦う。

## 登場人物
担当声優は『ヒマワリ:unUtopial World』第5巻特典のオーディオドラマより。

### 大会参加者
川村 ヒデオ（かわむら ヒデオ）
声 - 赤羽根健治
種族：人間
本編の主人公。実在した殺人鬼を凌ぐ目つきの悪さと生来の鉄扉面で道を歩けば職務質問を受けるが、根は気弱で真面目な20歳。就職のため上京するも目付きへの偏見から34社全てに書類選考段階で不採用を出され自信を失い、精神的に萎縮しヒキコモリとなった田舎者。食うに困って死を選んだ矢先にWill.CO21が感染したパソコンを拾った事がきっかけで聖魔杯に参加することになる。
郵便配達にも緊張する対人恐怖症で体力も成人男子以下で無気力で冷め切っているが、ヒキコモリだけあって普段から自分の世界に籠もりがち。そのためか危機においても人ごとのように冷静。意外と頭の回転が速く機転とハッタリで幾度も窮地を乗り越える。
初戦で優勝候補に圧勝したり借金王になったり殺されかけたりするも人外もビビる目つきの悪さと他人の土俵に上がっても勝利を収めることから「未来視の魔眼」と噂されるが、真に力のある「アウター」からは、ただの人間であると看破されている。
聖魔杯の小大会「クロスフラッグス」にて、巨大な組織力を持つ悪の組織総帥かつ初代聖魔王である鈴蘭を討つべく参加するも敗北。虚飾の魔眼であることが露見し、またアーチェスを巻き添えにしたことがレナの逆鱗に触れ、隔離都市最深部「異界の境目」に送られてしまう。
失意の中死をも模索するが仲間と、なによりウィル子の絆で立ち直り、アルハザンの陰謀を阻止することを決意。ダンジョン構造を解析し脱出を敢行するも暗黒神を召還されてしまい、自暴自棄になったレナを救うためかつての自分「俺」を取り戻し、そのまま勢いで暗黒神を倒す事を決意、すべての状況を逆手にとり「真の未来視の魔眼」を演じアーチェスに殺されることでウィル子に自身の全存在を天文学的量の光エネルギーに変換させ闇を退けるが同時に暗黒神に取り込まれ消滅してしまう。
しかし暗黒神の中で聖魔杯に参加した理由を問われ、「自分で死ぬより簡単に殺して貰いたかった」という自殺願望とそれを可能にした暗黒神への感謝の気持ちから逆に興味を持たれてしまい「四苦八苦しながら一発逆転するヒデオという夢」を見続けたいという理由から強引に復活させられてしまう。
更にそのために二代目聖魔王「魔眼王」と認められるも、その称号につくことなく全てが終わった後は社会生活をやり直すべく就職活動を再開するもやはり全滅。結局鈴蘭のコネで公務員となるも回された先は宮内庁神霊班であり、その日常は『レイセン』にて語られている。
『ミスマルカ興国物語』では二代目聖魔王は「未来視の魔眼」であったとされている。
『このライトノベルがすごい！』男性キャラクター部門では2010年版で9位を獲得している。
ウィル子（ウィルこ）
声 - 木村珠莉
種族：電子オカルト / 電子の精霊
ヒデオのパートナー。正式名称Will.CO21。超愉快型極悪感染ウィルスである電子の精霊。清純派アイドルの如き外見を最大活用して他人をだまし、人命より食欲を優先するさまは正に「極悪」。聖魔杯で優勝し「電子世界の神」となり、アンチウイルス製作会社を潰すことを目論む。聖魔杯に参加するためのパートナーを探してネット世界を飛び回るが、派手な行動が裏目に出てアンチウイルスソフトに発見され、近くにあったノートパソコンに避難するもウイルス入りであることからゴミ捨て場に捨てられてしまい、絶体絶命のところをヒデオに拾われて事なきを得る。感染しているヒデオから直接霊力を吸い上げるため、生まれたてでありながら実体化している。
感染しているヒデオとリンクしており、双方の合意があれば一方通行のテレパシーが可能。そのため無表情のヒデオの感情も読み取ることができる。
まったく新しいタイプの精霊で、霊子と電子で成り立っておりコンピュータの世界では使われている二進数で現実世界も素粒子が有か無の演算処理で理解し、更にみーこの魔導力を取り込み、精霊としては類を見ない魔力を持つ精霊へと進化。理論上は無から有を創り出す神に等しい可能性を秘めた「カミの雛形」となる。
日々進化しており、宿主（ヒデオ）から直接霊力を吸い上げることなく、通常の精霊のように自然に存在する霊力の行使法をエリーゼの指導で習得、データさえあれば現代科学では実現不可能な事象を実体化するキャンパシティを手に入れる。
ヒデオのことは「マスター」と呼ぶものの、最初は聖魔杯に参加するためだけの奴隷でしかなかったが、苦楽を共にするうちに真の意味での「パートナー」と認めるようになり「報いるべき者」にして唯一無二の「最愛の使徒」になる。
聖魔杯敗退後、ヒデオを捜す過程でアルハザンの陰謀に気づき、失踪にアーチェスが関わっていることを突き止める。
「闇」を退けるためにヒデオの願いをかなえた結果、無尽蔵にエネルギーを生み出し「闇」すら食らう最新の神「電神」に進化する。ちなみにWill.CO21はヒデオに言わせると「21世紀を願う神(Will.Century Of 21)」の略らしい。
全てが終わったあとは、21世紀を語る上で欠かせない電子世界の神として世界をより良い方向へ導くため天界に移る。聖魔杯終了後もたびたびヒデオのパソコンに遊びに行っている。
北大路 美奈子（きたおおじ みなこ）
種族：人間
会計課勤務の警察官。階級は「巡査」。正義感が強いが暴走気味で早とちりが多い。大会ではヒデオの隣の部屋に住む。ヒデオとは何かと縁があり衝突もする。
「シーサイドラインのダンシングクイーン」の異名を持つ神憑り的なドライビングテクニックの持ち主。「聖魔グランプリ」ではその実力を見せつけた。グランプリ以降はヒデオに対する認識を改め、よく食事を作るなど彼のことが気に入った模様。
聖魔杯敗退後、ヒデオと共に隔離都市の地下に幽閉されてしまう。しかしヒデオの魔眼が欺瞞だと判っても決して彼を見捨てようとはせず、ヒデオが覇気を取り戻してからは「警察のちょっと偉い人」の父親に会って欲しいと言うことなどからどうやら本気らしい。事件後は警察庁の心霊課に転属した。
岡丸（おかまる）
種族：憑依武器
美奈子の武器兼パートナー。江戸時代から存在している十手に同心か岡っ引きの魂が憑依した存在。一人称は「拙者」。長剣並みの長さになるほか、喋ったり酒を飲んだりもできる。普段は愉快な三枚目だが、武士道を重んじいる。ヒデオを益荒男と評する。
リュータ・サリンジャー
種族：人間
単行本書き下ろし作品『Another round』の主人公。ヒデオを実力者と勘違いしライバル視する青年。主な武器は日本刀とデザートイーグル。ヒデオと同い年ながらも戦闘経験豊富で、過去に対魔組織「エンジェルセイバー」に在籍しておりレッドフィールド大佐の直弟子。最終階級は「少尉」。エンジェルセイバー退役後はモンスターハンターで生計を立てていた実力派。旅行中の海難事故で両親を失い孤児になった自分を拾ってくれた家族同然の海賊一味を皆殺しにした魔人組織「アルハザン」に対して強い憎しみを抱いている。
大会途中、アルハザンの真実を知り己の復讐の意味を見失い掛けるが、エルシアの問いに「復讐で生きてきた人生は復讐でのみ完結させられる」と決意を新たにする。「クロスフラッグス」では執拗にアーチェスを狙うも、実力的にも感情的にも殺しきれない関係に復讐の業火は燃え尽きた。聖魔杯トーナメントの準決勝で鈴蘭に敗退する。事件後はエンジェルセイバーに戻った。
エルシア
種族：魔族
リュータのパートナー。魔王制時代最後の魔王フィエルの娘である魔族。説明するのがめんどくさいので通常は魔人で通している。優雅な外見とは裏腹にその性格は過激。非常に冷めており、人間の持つ“熱”に強い興味を示す。リュータのパートナーになったのも復讐の業火に中てられた為。神器「666」またの名を「獣の書」を所持している。しかし神器とは名ばかりで、「面倒くさいから」という理由だけで力加減をしないエルシアの魔法を調整する為だけのもの。
純粋な力ならみーこに匹敵し、大会自体も遊びの範疇。参加者の“熱”を観察している。とりわけパートナーであるリュータや未来視を騙るヒデオはお気に入り。
『お・り・が・み』と『ばいおれんす☆まじかる!』に兄が登場している。
長谷部 翔希（はせべ しょうき）
種族：人間
かつて鈴蘭とともに「天」とも戦った元勇者。神器「黒の剣」を持ち、その戦闘能力とバイクの運転技術から一目置かれる存在。就職活動で5社すべてに断られた為に就職浪人。姉の翔香に毎日ニート呼ばわりされ、家を出て現役時代のよしみでエリーゼ興業でアルバイトをしているが扱いは悪い。
ゲームだから存在を許されるニート、ヒッキーの憧れ勇者ということでヒデオからは一方的に敵視されている。
元勇者としてのプライドと、そのプライドに恥じぬ実力を持つ。就職浪人であるのも、一人でも多くの人を救うという自らの正義を貫く為、ただひたすらに強さを求めるために内定を蹴ったためだった。
聖魔杯トーナメントの決勝で鈴蘭&みーこペアと対峙し、鈴蘭の心根を挫き、自分の正義、実力を認めさせ勝利、2代目聖魔王となる。
エリーゼ・ミスリライト
種族：ミスリル銀の精霊
翔希のパートナー。見た目は中学生だが「エリーゼ興業」の社長でミスリル銀の精霊。実体を持ち精霊としての格は神霊に分類されるほど高い。ウィル子と同じく神になる事を目指すが、科学時代に生まれた比較的若い精霊のため人間の信仰心の薄さに絶望する。その隙をアルハザンに付け込まれ、悪霊に堕ちかけるも「聖魔グランプリ」でヒデオの言葉に触れ精霊としての道を踏み外すことを免れた。
不思議と電波が混ざったような性格を装っていたが、地は強気で勝気な性格。聖魔グランプリ以降はヒデオに対して恩義を感じているが決してそれを認めようとはしない。ウィル子曰く「恐るべきツンデレ」。口は悪いがウィル子に精霊としてのあり方を教えてくれる良き先輩。
カミの座に胡坐をかき、結果的に人間を見捨てた古きカミと、自らの力で未来を切り開くことで古きカミを見捨てた人間に憤りを感じており、聖魔杯トーナメントの決勝で鈴蘭&みーこペアと対峙した際、みーこを代表する古きカミに一歩も譲らず、若きカミとして勝利する。
リリー・オブ・バレイ
声 - 種﨑敦美
種族：人間（聖魔王）
魔殺商会の会長兼メイド長兼グループの影の総帥。ミラーグラスをかけており、瞳の色は見えない。アサルトライフルを愛用している。
その正体はかつて一軍を率い、世界を監視・管理・支配する存在「天」に戦いを挑み、未来を天から解放した初代「聖魔王」である 名護屋河 鈴蘭（なごやかわ すずらん）。任期を終え、新たな聖魔王を選出するための無差別級バトルロワイヤル「聖魔杯」を開催する。かつての薄幸少女ぶりは跡形もなく名実ともに「聖魔王」にふさわしい性格で、世界がなかなか思い通りにならない為にもう一度世界を手にせんと自らも選手として参加する。世界を楽しくすることに重点を置き、悲しみがあることについて考えなかったために悲哀の中心にいる者からは受けがよくない。
普段は悪の総帥らしいハチャメチャな人物だが、人間と魔人の骨肉の争いを見てきたため聖魔杯の本当の目的は異種種族の交流を目指したものであったりと世界を律する者らしい考えを持っていた。それ故に大会では殺人が認められていない。
聖魔杯トーナメントでは準決勝でリュータ&エルシアペアと、決勝で翔希&エリーゼペアと対峙する。特に決勝戦では、隠し玉として持っていた魔法や神殺しの業で優位に立つが、「鈴蘭の力は強い仲間が居ることであり、自らが強くなる必要は無く、その為自分が本気で強くなることは出来ない」とその努力を否定され、また全幅の信頼を寄せる仲間であるみーこの敗北により初代聖魔王を退く。
みーこ
種族：魔人（アウター）
食欲魔人。外見は着物が似合う美女だがその正体は初代魔王の側近。リリーのパートナーとして登録されているが本人は参加する気ゼロ。袖の下に四次元ポケットのごとく大量のお菓子を持っている。
聖魔杯トーナメント決勝で翔希&エリーゼペアと対峙する。エリーゼを「若きカミ」と呼び、胸を貸すような素振りを見せるが、そのエリーゼに「カミが堕ちたのは自分達が何もしなかったから」と突きつけられ、心が折れ敗北を認めた。
ジョージ・レッドフィールド
種族：人間
通称「大佐」。グリーンベレーからエンジェルセイバー司令まで上り詰めた超実力派。あらゆる戦場で勝ち生き残ってきた歴戦の兵士。やがては敵からも味方からも「ブラッドフィールド（流血地帯）」と怖れられるようになる。
聖魔杯では会場に一番乗りしたりダンジョンランキングトップの優勝候補だったが、開会式直後にヒデオとコイントスで勝負し、これに敗北した。
実は天界からの指令でアルハザンの動向を探るために潜入しており、敗退後すぐにセンターの地下に幽閉されてしまう。その後同じく幽閉されたヴェロッキアからヒデオが「未来視」だと聞かされ彼に全幅の信頼を置いていたにもかかわらず、虚飾の魔眼であることが判っても逆に「知恵比べのみで自分を破った」ことを賞賛するほどの器の持ち主。事件後はエンジェルセイバーに指導教官として復隊する。
ロッキー
種族：犬
レッドフィールドの愛犬。大型のドーベルマン。ヒデオよりよく吼える。敗退後はアルハザンに人質（？）にされてしまう。
ジャバン / 柴崎 甲士郎（しばさき こうしろう）
種族：地球刑事
宇宙刑事に憧れる刑事。実は人間だが、ジャバンスーツ凝着時の“地球刑事・ジャバン”が本当の姿と騙って参加。「自分以外は全て悪」と断言し島刑事から世界を飛び越えて地球刑事と名乗っていた。基本ルールを知らなかったヒデオを不意打ちで倒すが、最終的にはウィル子がジャバンOSバージョン2.01bに感染し、ジャバンスーツが機能しなくなって負けを宣言、思い上がりを正し一からやり直すことを決意。魔物や人外の存在は認めず「怪人」か「変わった人間」と認識しているが「宇宙人」は信じている。 曰くジャバンスーツは「熱い血潮と根性」で動いている。
おやっさん
種族：人間
ジャバンスーツを開発した壮年の技術屋。敗退後はアルハザンに人質にされてしまう。事件後は甲子郎と共に隔離都市の都市警察として活躍している。
ヴェロッキア・アウクトス
種族：吸血鬼
高位の吸血鬼。200人程の参加者を吸血し自らの傀儡としてヒデオ達に挑んだが、ウイルスであるウィル子の血を吸ってショック症状を起こし、行動不能に陥ったところを酔剣を使った（実際は泥酔した岡丸に振り回されていた）ヒデオにボコボコにされ敗北。ヒデオを「未来視の魔眼」だと言い出した張本人。
限りなく不死に近い存在で、闇の従僕として高い能力を持つ。
サンゼルマン
種族：人間
ヴェロッキアの従者。アウクトス家に先代の頃から仕える筆頭執事。不気味な老人だが若い頃はフェンシングの選手として活躍していたらしく老人とは思えないほど身が軽い。敗退後アルハザンに人質にされる。事件後はヴェロッキアと共に東欧の屋敷に戻り、対魔組織をあしらっている。
ハニ悪（ハニわる）
種族：陶器
サングラスと鋲付きのレザージャケットを着込んだデカい埴輪。銃弾をはじきアイアンゴーレム以上の硬度を持つセラミックボディと怪力の持ち主。ステーキハウス「ワイルドハンニバル」の店長。愛称はハンニバル。ヒデオが魔殺商会から支給されたミスリル銀のチェーンソーに拳で立ち向かったが、熱膨張を起こし敗北。砕けてもアロンアルフアでくっつく。元ネタは『おーい!はに丸』。
実はヴェロッキアと同じ闇の従僕。埴輪自体は「入れ物」で内部に巣くう黒い腸のようなドロドロのナニかが本体。かつてイザナギを追っていたがはぐれてしまい、現世を彷徨う間に鎧無しでは姿形を保てなくなった。
ジョニー
種族：人間
ハニ悪のことを男の中の男と慕う元ボクサーのリーゼント。敗退後アルハザンに人質にされる。事件後は再びハニ悪と店を切り盛りしている。
レミーナ
種族：セイレーン
地中海出身のセイレーン。純粋な歌唱力はもちろん、その歌声には魔力がこめられており聴衆を感化させる。地中海で通りかかる石油タンカーを沈めていたところをアイマス@田岡に連れ出され、半ば強制的に歌わされていたが、歌うことの楽しさをヒデオの歌を聴いて思い出し、自ら負けを認める。見た目に反してかなりの年月を生きているらしい。事件後は故郷に帰ったものの、田岡の希望でCDを出すことが決定している。
アイマス@田岡（アイマス たおか）
種族：人間
レミーナのプロデューサー。レミーナを口車で乗せて連れ出して世界を回る過程で聖魔杯に参加した。レミーナの胸を触ろうとするなど、いろいろ問題のある人物。ヒデオの歌を聴いたレミーナの笑顔を見て教育方針の間違いに気づき負けを認める。敗退後アルハザンに人質にされる。
グレイ
種族：宇宙人
なんといってもリトルグレイ。地球調査員で聖魔杯には調査のために参加した。調査の結果、地球人がこのまま宇宙に飛び立つと宇宙の平和と秩序が乱れると判断して侵略の準備を進めるが、ヒデオにより地球人類に対する認識を改め、ヒデオに勝ち星を渡し地球への不干渉を決める。オリハルコンを消滅させるほどの光線銃やバリアー、量子コンピューターなど、凄まじい科学力を誇る。事件後は☆に帰っていく。
コバヤシ
種族：人間
週間フライDのオカルトコーナー「MMMR（マジカル・ミステリー・マガジン・ルポルタージュ）」のリーダー。いちいち言うことがうるさい、ちょっとだめかもしれない人。その発言にはいちいち突っ込んではいけないが、慣れれば扱いやすい人種。聖魔杯は、グレイのような宇宙人ばかりが参加する大会だと思っていたらしい。敗退後アルハザンに人質にされる。
事件後は、MMMRでグレイとスモークのエピソードを大々的に発表し、珍しくつじつまが合う記事として、その週のフライDはよく売れたらしい。
アカネ・インガルス・天白・ブランツァール（アカネ・インガルス・あましろ・ブランツァール）
種族：人間
錬金術師の少女。赤い魔道師風の衣裳を身に纏い甲冑を引き連れるがバイブルはアトリエの錬金術師。錬金術の名門ブランツァール家の中でも100年に一人の逸材と言われる天才錬金術師であるが度を超えた爆弾好きな為、聖魔杯では文字通り「爆弾娘」として忌避されているトンデモ女子高生。
連日のお見合い地獄に嫌気がさして家訓である「自分より強い伴侶」を探すために聖魔杯に参加している。恋に恋するお年頃な上「見た目のいい男」に慣れきっており優勝候補であるというだけでヒデオに「勝ったら自分と結婚しろ」という条件で勝負を挑むほど。わりと惚れっぽい性格で翔希やアッシュにも即結婚を申し込んだりもするが、初めて自分を負かしたヒデオを（ある意味）本気で気に入っており、正体がヒキコモりであると知ってもその気持ちは変わらず大会が終わった後はヒデオの説得で渋々家に帰るも惚れ薬を作って飲ませようとたくらんでいる。日本の「神殺し四家」の血を引いている。
アッシュ・プランケン
種族：自動人形（オートマータ）
代々アカネの家に仕えている家の出身。鎧型の自動人形（オートマータ）で登録されているが実は中身は人間でアカネの父親の指示で正体を偽って参加していた。ヒデオと年が近いが誰もが振り返る美青年。故郷には将来を誓い合った許嫁がいる。
アーチェス・アルザンテ
#アーチェス・アルザンテの項を参照。
ガーベス
#ガーベスの項を参照。
ザジ
#ザジの項を参照。
ビル・ウインドー
種族：人間
漫画版オリジナルキャラ。作中の世界シェアNo.1のOS、WindOSの開発者にしてサイクロンソフトの社長。聖魔杯参加の理由は不明だが、ウィル子の存在に目をつけ会社のイメージガール抜擢とWill.CO21の配信を条件にウィル子を買収、ウィル子を賭けてヒデオに勝負を迫る。『レイセン』に逆輸入された。
セキュア
種族：人工知能
漫画版オリジナルキャラ。WindOSのセキュリティソフトの補助をしている人工知能。開発者はビル・ウインドー。『レイセン』に逆輸入された。

### 大会運営者
霧島レナ（きりしま レナ）
種族：魔人
聖魔杯の運営最高責任者。開会式の司会や聖魔グランプリの実況も行った。ボーイッシュな美人でプライベートでの一人称は「ボク」。腕に覚えのある参加者も尻尾を巻いて逃げる、取立て屋時代のスーツ姿のヒデオ（ビジュアルは殺し屋）を「カッコいい」と言う希少な人。しかしその正体はアルハザンの幹部で、かつてのゼピルムにも所属しており、アーチェスの命令で大会本部に潜入していたスパイ。ヒデオに気がある風だったのも「未来視の魔眼」を組織に取り込むための演技。しかしそのために本気で結婚してもいいと思っていたらしい。
幼少期に過酷な虐待にさらされていた所をアーチェスに救われたため、彼女にとってのアーチェスは神に等しい。その状態は心酔というより依存症であり、彼無しでは精神の均衡を保てない。
ミッシェル
種族：獣人（ワーキャット）
ヒデオが住むことになった居住区のアパートの大家さん。ネコミミ・シッポ付きのワーキャット。語尾に「ニャ」を付ける。
ラトゼリカ
種族：魔人
通称ラティ。聖魔杯の受付をしていたお姉さん。大会開始後はセンターの受付嬢。一応魔人だが日本のサブカルやネットゲームが好き。元ゼピルムの幹部でヴィゼータ（VZ）とは親友。エルシアのことも知っているが忘れられている模様。登場人物の中では数少ないマトモな人物。前作「お・り・が・み」にも登場している。
かなりのゲーマーであり、仕事中も隙あらばゲームをしようと思っていた。
ライネーズ
種族：魔人
レナの秘書を務める中性的な容貌の少年。大会中ただ一人ヒデオの実力を疑問視する。アルハザンの構成員。
コンピューター関連の技術に精通しているらしく、その面でのアーチェスからの信頼は厚い。

### 魔人組織アルハザン
アーチェス・アルザンテ
種族：魔族
笑顔を絶やさないアルハザンの団長。別の世界から先遣隊として派遣されたエルシアの母親フィエルの部下だった人物で当時の名前は「アーチェス・アルエンテ」。暗黒神の加護を受けており、状況次第では邪神の召喚も可能。
「聖人殿」と揶揄されるほどの心優しい性格。しかしその善人としての在り方故に自らの行動に躊躇いはなく、理想と目的のためにはあらゆる手段を行使する面も持ち合わせる。交渉術、人心掌握術など権謀術数に長けている。恐ろしくギャグセンスが無い。
聖魔杯へは人間「バーチェス・マルホランド」として参加している。バーチェスというのはフィエルが付けたニックネーム。
ほとんど魔殺商会に支配された商業区で唯一「安心、安全、真心」を貫く希望の星「マルホランド」の店長。だが、鈴蘭に「マルホランド」の店長であることがバレ、所場代として売り上げの50%を奪われている。
魔界の領土拡大のため地上への侵攻を提案した人物で、それが原因で生まれた魔人と人間の骨肉の争いに終止符を打つべく暗躍し、その為には犠牲を厭わない。当初は「魔人の為の国を作る」ことを目的としていたが、数千年経っても変わらない現状に絶望し、「闇」を召喚して全ての魔導力をこの世界から消し去ることを決意、聖魔杯奪取を目指す。全ての魔導力が消えると世界の魔人もほぼ死に絶える為、その業も背負う覚悟で居たが、ヒデオに阻止され失敗に終わる。ヒデオの言葉で誓いを思い出し、改めて人間たちとの親睦を深めていくことを誓う。高位の魔族だが、そのほぼ全てを「召喚師」として特化しているため、戦闘能力は著しく低い。
ザジ
種族：魔人
アルハザン幹部。アーチェスの大会でのパートナー。ハリネズミのような頭で虚ろな目をしている。アルハザンの中で最も強い力を持つが魔法よりも銃を好み、第一次世界大戦から扱っているというキャリアの持ち主で、発射された銃弾を撃ち落とす常軌を逸した腕前のガンマン。他のメンバーと同様に孤児でアーチェスに忠誠を誓っている。ただしアーチェスのギャグにはきついツッコミを入れる。
アーチェスの目的を唯一知っているが、「自分達は生まれてくるべきではなかった」と諦観していたため、反対していなかった。
ガーベス
種族：魔人
アルハザン幹部。地下迷宮で大会参加者を待ち伏せしていたが、リュータに返り討ちにされたあとリリーに救助される。本人は中東風の男前。本職はアサシンで長い鍵爪の付いた手甲を武器にしている。
元孤児でアーチェスに拾われた経歴を持ち、彼のためなら死も厭わない。現在のアルハザンのメンバーの中では最古参。一応選手として参加しており普段はカレーショップ「theナイル」の店長。
霧島 レナ（きりしま レナ）
#霧島レナの項を参照。
ミッシェル
#ミッシェルの項を参照。
ライネーズ
#ライネーズの項を参照。
ノルカ&ソルカ
種族：魔人
アルハザンに雇われた双子の魔人。互いの魔力の波を相乗させ強力な魔法を操る。エルシアが持つ神器を狙ったがあまりの実力差にあえなく撃沈。現在はエルシアのメイドになっている。

### 伊織魔殺商会
伊織貴瀬（いおり たかせ）
種族：人間
商業区の75%を牛耳る悪の組織「伊織魔殺商会」の社長兼グループ総帥。真っ向から悪を貫き目的のためには手段を選ばないが、リリーを始めとする社内の女性にはまったく頭が上がらない。ヒデオを「長年求め続けた人材」と評し借金取りとして雇う。ヒデオの正体発覚後も機転を利かせ創意工夫をして勝負をしていたことを評価している。
葉月（はづき）
種族：魔人（アウター）
通称「ドクター」。性格は前作からまったく変わっておらず、みーこ曰く「兄弟でなくても泣けてくる」。商業区で病院をやっており即死以外は全て切り貼りできると腕も確かだが、凄まじいボッタクリであり魔殺商会の闇金とグルになっている。
リップルラップル
声 - 田中あいみ
種族：魔人（初代魔王）
見た目5,6歳ほどの少女だがれっきとした魔人。隔離都市の人気番組「今日の聖魔杯」の解説役だが番組を盛り上げる気は一切無し。ヒデオを「ただのヒッキー」と看破している。マリアクレセルの「姉」だが鈴蘭曰く性格が破綻しており、マリアクレセルの方が落ち着きがある。
ヴィゼータ
声 - 大久保瑠美
種族：魔人
ツインテールと伊達メガネがトレードマークの魔人。戦闘の際は羽根つき帽子とマントにレイピアを下げた黒ずくめの姿になる。別名「カッコ」。リップルラップルと同じく「今日の聖魔杯」の司会役を務める。リップルラップルとは収録中にいつも大乱闘を繰り広げている。
エルシアとは顔見知りだが、一方的に苛められるので苦手にしている（エルシアには苛めている認識は無い）。
ラトゼリカ
#ラトゼリカの項を参照。
クラリカ
種族：人間
元神殿協会のシスターで現在は魔殺商会特務二課所属のメイド。荒事専門の問題児で魔人と互角以上の戦闘力を誇る。

### その他
スモーク
種族：火星人
古式ゆかしい火星人。天の川銀河連合火星軍特殊空挺部隊フェックスハウンドに所属するエージェント。各惑星各知的生命体による自治制の優視を主張しており、グレイの所属する銀河と対立している。ヒデオにより地球人類の認識を改め、グレイ達と和解する。事件後は☆に帰っていく。
特技はダンボール箱を使用したスニーキングミッション。元ネタは『メタルギアシリーズ』。
ライリー
種族：人間
エリーゼ工業の私兵部隊隊長。元傭兵でカムダニアでアルハザンに部隊ごと壊滅させられそうになったところをエリーゼに助けられた。エリーゼに絶対服従な腹心の部下で彼女を女神と認めている。エリーゼを正気に戻したヒデオに借りを感じている。
マリアクレセル
種族：天使
真紅の長髪の聖四天で隔離空間都市の創造者。存在を司っており、死者の蘇生すら可能。女子高生のコスプレが趣味で今回はセーラー服を着用する。
相変わらずの無表情でリップルラップルとの関係も相変わらずであり、無表情のまま殴り合いの喧嘩をするなどかなり大人気ない。
ロソ・ノアレ
種族：闇
アーチェスが真に呼び出そうとした最古にして最強の神。「すべての邪神・厄神の祖」といわれ「暗黒神」「億千万の闇」「ロソ・マウソ」「アンリ・マンユ」「アーリマン」など呼び名はさまざま。だが、実際は本質たる「眠り続けるもの（ロソ・ノアレ）」が現世に現れる度合い（レベル）によって呼ばれ方が変わるだけで、全て同一の存在。
核兵器並みの魔法を軽くあしらえるほどの力を与える聖魔杯のすべてを捧げるレベルで以って初めて契約といえる召喚が可能となるが、実際には「喚び出せる」だけであって自らを揺り起こすものは決して許さず、契約など不可能。
その本質は光を遮ったときにできる物理的な影でもあり、負の感情から成る心の闇でもあるため普段は「闇」と名乗る。その姿はまさしく影そのもので一切の物理的攻撃は届かず、その力は存在するだけで力のある者ほど作用し、アウターどころか天界すら滅ぼす事が叶わない存在。
名前が示すとおり眠り続けることを本分とし、また普遍的にあらゆる場所に存在するため、すべての出来事を「夢」としてみているが、負の感情の有無は別として心を読むことまではできない。
そのためヒデオの未来視の正否が気になったという理由で彼の意識を再構築してヒデオの「後ろ向きに明るい」感謝の気持ちを気に入り、「自分の望む未来に現実を導く意志の力こそ未来視の魔眼」であると評し自分の見る夢とヒデオの見る未来のために彼を2代目聖魔王「魔眼王」と認めそのためのチカラを与えることを約束し自ら退いた。

## 世界観

### 大会概要
大会名
「聖魔杯」。
大会期間
優勝者が決定するまで。
参加資格
人間と、人間以外の自律した意思を持つ者のペア。
参加者数
1512組。
優勝資格
勝ち続けること。
優勝商品
世界を律する権利と「聖魔王」の称号。
副賞
神器・聖魔杯。
勝負規定
勝負方法に関しては一切問わない。ただし、殺人は認めない。人間以外の者に関しては殺人に値する行為の禁止。これを犯したペアは即座に失格とする。
基本ルール
特に無条件で参加者同士の勝負の合意が成立した場合、勝負方法はバトルに限定される。この場合、明らかな戦闘不能をジャッジが認める、相手が戦意喪失の宣言をする、相手を捕縛してセンターに引き渡すかでのみ勝敗が決まる。
備考
残り8組になった時点でトーナメント方式の対決となり、優勝を決める。聖魔王の選定以外に多種族との交流を第一として考え、開催された大会である。

### キーワード
隔離空間都市
聖魔杯の会場となる都市。異空間に存在する小規模な異世界。『中央区』を中心に『居住区』『工業区』『商業区』『自然区』に分かれている。異界に近く地下から魔物が湧き出す。
神器「聖魔杯」
円卓、天界、神々が協力して作った史上最高の力を秘めた神器。
チケット
隔離空間都市におけるお金。1チケット=1円となっている。地下のダンジョンで魔物を倒すことで主催者から支払われるが、店を開いて稼ぐ参加者もいる。
アルハザン
アーチェスをリーダーとする魔人組織。蜘蛛をシンボルにしている。人間社会の権力を利用して世界を裏から統治するという思想の集団。最終的には魔人の存在を世界に認めさせ参政権を得て魔人のための国を作るというのが表向きの目的。エンジェルセイバーを何よりも恐れている。これに対し『お・り・が・み』に登場する「ゼピルム」は魔人による世界の統治を目的としていた。
伊織魔殺商会
悪の組織。商業区の75%を傘下に収め、隔離都市そのものを実質経済支配している。鉛玉一発でフェラーリ一台を稼ぎ出す、がモットー。
エリーゼ興業
エリーゼの経営するミスリルを精製する会社。工業区を実質取り仕切っている。魔殺商会とは犬猿の仲。
エンジェルセイバー
異界からの脅威を排除する天界直系の唯一の対魔機関。天使の力を借りたエンジェルナイトを主力にしている。表向きはアメリカ軍に所属する対魔機関ということになっている。
精霊
人の意志「想い」が一つの対象に集約し自我を持った存在。それ故に人間の信仰心が格や力に作用される。現世に現れるのは稀で、強大な精霊は限りなく神に近く神霊と呼ばれる。
聖魔グランプリ
魔殺商会とエリーゼ興業の共同開催で行われた優勝賞金1億チケットの小大会。大会の勝負と同じく、完走上位者はリタイアしたペア分の勝ち星を得る。何でもアリアリのキャノンボール
クロスフラッグス
魔殺商会とアルハザンの共同開催で行われたサバイバルゲーム。大会参加者でなくても参加できるため、五千人に届く参加者が集う。魔殺商会陣営とアルハザン陣営に別れ、共に相手陣地にゴールした数で競う。大会参加者がゴールできない場合は聖魔杯からリタイアしなくてはならない。
Another round
『お・り・が・み』の流れを強く残す書き下ろし作品。リュータ・サリンジャーの視点から、大会を暗躍するアルハザンやリリーの目的、また自身の復讐について描かれる。
聖魔大運動会
漫画版オリジナルのサイクロンソフト提供の小大会。紅白の対抗戦で最終得点の多いほうの勝利。敗北チームに所属していても失格にならないようだが、各競技で最下位になるか途中棄権した場合は聖魔杯からリタイアとなる。

## 既刊一覧

### 小説
| 巻数 | タイトル                                | 初版発行日（発売日）           | ISBN              |
| ---- | --------------------------------------- | ------------------------------ | ----------------- |
| 1    | 戦闘城塞マスラヲ Vol.1 負け犬にウイルス | 2006年11月1日（10月31日）      | 4-04-426611-5     |
| 2    | 戦闘城塞マスラヲ Vol.2 神々の分水嶺     | 2007年7月1日（6月30日）        | 978-4-04-426612-7 |
| 3    | 戦闘城塞マスラヲ Vol.3 奇跡の対価       | 2008年1月1日（2007年12月28日） | 978-4-04-426613-4 |
| 4    | 戦闘城塞マスラヲ Vol.4 戦場にかかる橋   | 2008年8月1日（同日）           | 978-4-04-426616-5 |
| 5    | 戦闘城塞マスラヲ Vol.5 川村ヒデオの帰還 | 2009年1月1日（2008年12月27日） | 978-4-04-426618-9 |

### 漫画
| 巻数 | タイトル             | 初版発行日（発売日）       | ISBN              |
| ---- | -------------------- | -------------------------- | ----------------- |
| 1    | 戦闘城塞マスラヲ (1) | 2010年2月4日（2月2日）     | 978-4-04-715379-0 |
| 2    | 戦闘城塞マスラヲ (2) | 2010年6月26日（6月24日）   | 978-4-04-715492-6 |
| 3    | 戦闘城塞マスラヲ (3) | 2010年11月26日（11月24日） | 978-4-04-715565-7 |
| 4    | 戦闘城塞マスラヲ (4) | 2011年4月26日（4月22日）   | 978-4-04-715685-2 |

## アニメーションPV
著者のデビュー20周年記念作品として、2023年9月12日にアニメーションPVが公開された。
スタッフ
- 原作：戦闘城塞マスラヲ（角川スニーカー文庫刊）
- 著者：林トモアキ
- イラスト：上田夢人
- 監督：堀内隆
- キャラクターデザイン・作画監督：上田夢人
- キャラクターデザイン協力：愛媛みかん
- 演出：渡部周
- 演出補佐：田中タカユキ
- アニメーション制作：TROYCA、グラフィニカ

楽曲情報
- 「奇跡への変換」（作詞：林トモアキ、作曲：瑠歌、歌唱：富樫美鈴）